# Maranovići
Maranovići (tal. Maranòvici) su mjesto na otoku Mljetu, smjesteno na istočnom dijelu otoka.

## Povijest
Prvo slavensko naselje na Mljetu bilo je Vrhmljeće, koje su Slaveni izgradili na nepristupačnim obroncima brda na istočnom dijelu otoka. Opadanjem opasnosti od gusarskih napada, stanovnici stare matice polako počinju silaziti na more te su tako osnovali naselje Okuklje. Daljnjim migracijama po otoku osniva se i naselje Žare i to na istom mjestu gdje je u rimsko vrijeme bilo naselja Žara. Jedan od osnivača mjesta Žare bio je Ivan Pribojević, koji je tamo kupio zemlju i počeo saditi vinograde. U isto vrijeme, ostali Vrhmljećani svoje novo naselje grade 500 metara sjeveroistočno od crkve sv. Marije od Brda te se na tom lokalitetu i danas nalaze ostaci suhozida nekoliko domova. U kupovini zemlje na tom području ističe se Marin Pribojeveć, brat Ivana Pribojevića, koji je otišao u Žare. Novoosnovano se naselje tokom 16. stoljeća javlja pod nazivom Lokvice. Tijekom osamdesetih godina 16. stoljeća u Lokvicama se javlja kuga te se preživjeli stanovnici sele na obronke plodnog polja. Prema najbogatijem članu bratstva Maranović - Pribojević, Ratku Maranoviću, naselje dobiva ime Maranovići, a polje ispod naselja - Maransko polje. Već 1589. godine naselje se razvija do te mjere da stanovnici sami biraju svoje suce. Mjesto je kontinuirano naseljeno do danas i nosi isto ime.

## Stanovništvo
Zbog relativno lošeg položaja, Maranovići godinama gube svoje stanovništvo. Dio stnovnika je otišlo živjeti u Okuklje, dok mladi i dalje iseljavaju iz naselja zbog promjena u življenju. Maranovići danas imaju 54 stanovnika.
| broj stanovnika | 145   | 161   | 156   | 172   | 170   | 174   | 182   | 176   | 190   | 190   | 179   | 127   | 73    | 60    | 54    | 43    | 29    |
|                 | 1857. | 1869. | 1880. | 1890. | 1900. | 1910. | 1921. | 1931. | 1948. | 1953. | 1961. | 1971. | 1981. | 1991. | 2001. | 2011. | 2021. |

## Gospodarstvo
Maranovići se nalaze na obroncima plodnog polja pa se stanovništvo okrenulo poljoprivredi. U Maranovićima je postojao i pogon za preradu maslinovog ulja. Promjenama u gospodarstvu, sve se više ljudi okreće turizmu, dok se stariji ljudi još uvijek bave uzgojem maslina i vinove loze. Stanovnici Maranovića su se u manjoj mjeri bavili ribarstvom jer se ne nalaze na obali (svoju su luku izgradili u Okuklju).